# Nephrotoma stackelbergi
Nephrotoma stackelbergi är en tvåvingeart som först beskrevs av Evgenyi Nikolayevich Savchenko 1957.  Nephrotoma stackelbergi ingår i släktet Nephrotoma och familjen storharkrankar. Inga underarter finns listade i Catalogue of Life.